# Полиданус, Иов
Иов Полиданус (ум. около 1637) — придворный врач царя Михаила Фёдоровича.

## Биография
В 1616 года приехал в Москву из Голландии через Архангельск в свите голландского посла Исаака Массы. Для сопровождения и угощения их в пути, навстречу им был послан переводчик с немецкого Елисей Павлов. По приезде, Полиданус был хорошо принят при русском дворе и одарен бархатом, сукном, атласом, мехами и деньгами. Ему было назначено жалование по 50 рублей в месяц сверх так называемых «столовых денег» (очень большая сумма по тем временам).
Полиданус стал исполнять обязанности придворного врача и заслужил благосклонность государя; но через сравнительно короткое время он затосковал по родине и, не решаясь просить царя об отпуске, через своих родных, оставшихся в Голландии, обратился к принцу Оранскому, с просьбой ходатайствовать за него. Принц Мориц Оранский исполнил его желание и 21-го мая 1621 году послал царю письмо, в котором просил уволить Полидануса от службы и вернуть его обратно в Голландию.
Последний был письменно вызван в Посольский приказ, где его спросили, не имеет ли он каких-нибудь причин к неудовольствию. Полиданус отвечал, что он доволен всем, но желает увидеть своих родственников и отечество. Голландский медик был снова одарен и отпущен на родину с лестным аттестатом. При этом ему было обещано, что, если он пожелает впоследствии вернуться в Россию, ему будут сохранены все служебные права.
В августе 1627 года Полиданус вторично приехал в Москву и служил здесь придворным врачом до смерти. Умер, вероятно, в 1637 году: в этом году Голландские Генеральные штаты послали в Россию другого врача вместо умершего Полидануса.